# Étienne Charlot
Pour les articles homonymes, voir Charlot (homonymie).
Étienne Charlot est un homme politique français né le 27 septembre 1865 à Pommard (France) et décédé le 13 janvier 1946 à Dijon.

## Biographie
Fils de tonnelier, Étienne Charlot étudie aux Arts et métiers de Châlons-sur-Marne. Il est ensuite dessinateur industriel. Membre du syndicat des métallurgistes puis prend la direction de la Fédération des travailleurs socialistes de l’Est.
De 1886 à 1900, il est premier-adjoint au maire de Dijon, Auguste Morin-Gacon.
Étienne Charlot est conseiller général dijonnais de la Côte-d'Or de 1904 à 1919, puis de 1934 à 1940, et député de la Côte-d'Or de 1919 à 1932. Il est sous-secrétaire d'État aux Travaux Publics du 23 février au 2 mars 1930 dans le gouvernement Camille Chautemps (1), et sous-secrétaire d'État à l'Agriculture du 13 décembre 1930 au 27 janvier 1932 dans le gouvernement Théodore Steeg.
Pendant la Seconde Guerre mondiale, il est nommé conseiller départemental par le régime de Vichy.